# اندیس آنومالی میرزاخان
آنومالی میرزاخان یک اندیس فلزی است که در حوالی شهر دیزج استان آذربایجان غربی قرار دارد و مادهٔ معدنی موجود در آن، طلا است.سنگ میزبان این اندیس شیل، سیلتستون، ماسه سنگ، کنگلومرا و گدازه‌های بالشتی بازالتی است  در این اندیس، پاراژنز‌های سینابر، باریت، کوولیت، نقره، منیتیت، کرومیت یافت می‌شوند.